# Île Rose (Nouvelle-Zélande)
L'île Rose (en anglais Rose island) est une île inhabitée de l'archipel des îles Auckland, dont elle est la cinquième plus grande de toutes.
Elle se trouve au nord-est de l'archipel, près de l'embouchure de Port Ross, donnant directement sur le sud de la plus grande des iles, l'île Enderby et au large de la pointe nord-est de l'île d'Auckland.
Elle a été peuplée de lapins et pourvue d'un castaway depot (en) pour le sauvetage des naufragés au XIXe siècle. Les lapins ont depuis été éradiqués par le ministère de la Conservation et offrent un refuge sûr à une population de sarcelles des Auckland. La végétation de l'île est composé de Metrosideros, et bien qu'une grande partie de la végétation d'origine ait été détruite, elle est moins altérés que la plupart des autres îles Auckland.